# Helastia triphragma
Helastia triphragma är en fjärilsart som först beskrevs av Edward Meyrick 1883d.  Helastia triphragma ingår i släktet Helastia och familjen mätare. Inga underarter finns listade i Catalogue of Life.